# بارش شهابی اتا دلوی
بارش شهابی اتا دلوی بارشی شهابی است که هر سال در فصل بهار روی می‌دهد و معمولاً در حدود روز ۱۶ ماه اردیبهشت به اوج خود می‌رسد. نرخ ساعتی سرسویی اوج آن معمولاً حدود ۶۰ است. دنباله‌دار پ یا هالی که معمولاً حدود هر ۷۸ سال یک بار به حضیضش با خورشید می‌رسد و در سال ۱۹۸۶ میلادی به حضیضش با خورشید رسید این بارش و بارش شهابی جباری را درست می‌کند. در اوقات اوج این بارش سرعت میانگین شهاب‌هایش معمولاً حدود ۶۶ کیلومتر بر ثانیه‌است. کانون این بارش در اوقات اوج معمولاً میلی حدود °۴/۰- و بعدی حدود °۸/۳۸۸ دارد و در نتیجه خیلی نزدیک ستاره اتا دلو است و به همین دلیل این بارش شهابی، بارشِ اتا دلوی نام دارد. این بارش با عدد ۳۱ جدول بارش‌های شهابی IAU هم شناخته می‌شود.